# الحقو
الحقو قرية ومركز إداري سعودي يتبع محافظة بيش التابعة لمنطقة جازان جنوب غرب السعودية، ويقع شمال شرق المحافظة ويبعد عنها مسافة 32 كم تقريباً وبه العديد من الخدمات. هي احدى قرى شهران العريضه

## أهل الحقو
أهل الحقو كانوا يعودون تحت إمارة (ابن مشيط) وقبل سنين مضت انضموا إلى إمارة جازان وذكر لنا شيخ القبيلة محمد بن يحيى بن جابر والذي يعود في الأصل إلى فخذ السلاطين من بارق. وذكر أن داعيهم يعود إلى عبس والتي معظمها ضمن الحدود اليمنية، وليس إلى شهران، في حين يصر الكثير من كبار السن فيهم إلى أنهم من شهران وينسبون إليهم، اهل الحقو حاليًا فخذ من شهران وقرية الحقو ملك لهم.